# SS-Leitheft
Das SS-Leitheft war eine illustrierte nationalsozialistische Zeitschrift. Sie erschien unregelmäßig als zentrales Publikationsorgan der SS von 1935 bis Oktober 1944. Herausgegeben wurde sie vom Reichsführer SS, SS-Hauptamt in Berlin, verlegt unter anderem im Schulungsamt des Rasse- und Siedlungshauptamtes.
Zu den Themen gehörten die Grundlagen der nationalsozialistischen Weltanschauung, Rassenkunde, Erbgesundheitslehre, Deutsche Geschichte, Germanentum, „Gegnerkunde“ sowie Krieg und Soldatentum.
Verantwortlich für die Zeitschrift war zeitweise Joachim Caesar. Autoren waren unter anderem Günther Franz, Werner Jansen, Siegfried Kadner, Johann von Leers und Wilhelm Bornstedt. Ein Illustrator war Wilhelm Petersen.